# JAC Yiwei 3
La JAC Yiwei 3 è una utilitaria elettrica prodotta dalla casa automobilistica cinese JAC Motors dal 2023. Nei mercati di esportazione viene ribattezzata JAC E30X.
Presentata ufficialmente al salone di Shanghai nell'aprile del 2023, rappresenta il primo modello del nuovo brand "Yiwei", dedicato esclusivamente ai veicoli elettrici. Le vendite sono iniziate in Cina a giugno 2023.

## Design
La vettura, lunga circa 4 metri ha design esterno caratterizzato da linee morbide con fari anteriori di forma circolari. La carrozzeria è disponibile in cinque colori, bianco, beige, grigio, verde e viola, tutti abbinati a un tetto nero. I fari anteriori integrano luci diurne a LED composte da 137 diodi.
All’interno, la Yiwei 3 offre una plancia minimalista con quadro strumenti costituito da un display da 6,2 pollici posizionato sulla colonna dello sterzo, mentre al centro della plancia si trova uno schermo touch da 12,8 o 15,6 pollici a seconda degli allestimenti che gestisce infotainment e climatizzatore. Il tunnel centrale include una base per la ricarica wireless dello smartphone, un portabicchieri retrattile e il bracciolo. Il baule ha una capacità di 310 litri.
La Yiwei 3 integra diverse funzionalità di assistenza alla guida, tra cui il parcheggio automatico e il cruise control adattivo, oltre alla telecamera a 360 gradi, utile per facilitare le manovre in spazi ristretti.

## Caratteristiche tecniche
La Yiwei 3 è costruita su una piattaforma progettata specificamente per veicoli elettrici. Una delle novità principali è l’integrazione della batteria nella scocca, con celle cilindriche da 46 mm. Il sistema di propulsione integra il motore, cambio, differenziale e componenti elettronici in un unico blocco, ottimizzando lo spazio e migliorando il raggio di sterzata a 4,95 metri.
Sono disponibili tre varianti di batteria tutte di tipo LFP
- 34,5 kWh (motore da 60 kW) – autonomia: 330 km (ciclo CLTC)
- 41 kWh (motore da 70 kW) – autonomia: 405 km (CLTC) o 281 km (WLTP)
- 51,5 kWh (motore da 100 kW) – autonomia: 505 km (CLTC) o 374 km (WLTP)

## Commercializzazione e mercati
Nel febbraio 2024, JAC Motors ha annunciato l’inizio dell’esportazione della Yiwei 3 verso diversi mercati internazionali, inclusi i paesi del Golfo, l’America Centrale e quella Meridionale.
Nel luglio dello stesso anno, è stata lanciata ufficialmente negli Emirati Arabi Uniti con il nome JAC EX30 in versione da 51,5 kWh e motore da 100 kW.
Dal 2025 viene importata anche in Svizzera nella variante da 51,5 kWh (motore 100 kW).